# Rapid JC in het seizoen 1956/57
Het seizoen 1956/1957 was het derde jaar in het bestaan van de Kerkraadse betaaldvoetbalclub Rapid JC. De club kwam uit in de Eredivisie en eindigde daarin op de 11e plaats. Tevens deed de club mee aan het toernooi om de KNVB Beker, hierin werd in de tussenronde verloren van NAC (1–5).

## Wedstrijdstatistieken

### Eredivisie
|       | Ajax  | Amsterdam | BVV   | DOS   | Eindhoven | Elinkwijk | Sportclub Enschede | Feijenoord | Fortuna '54 | GVAV  | MVV   | NAC   | NOAD  | PSV   | Sparta | VVV   | Willem II |
| ----- | ----- | --------- | ----- | ----- | --------- | --------- | ------------------ | ---------- | ----------- | ----- | ----- | ----- | ----- | ----- | ------ | ----- | --------- |
| Thuis | 4 – 2 | 2 – 2     | 4 – 3 | 0 – 3 | 0 – 1     | 2 – 1     | 1 – 1              | 4 – 1      | 0 – 1       | 2 – 2 | 1 – 1 | 5 – 1 | 1 – 3 | 3 – 1 | 0 – 0  | 2 – 0 | 3 – 3     |
| Uit   | 1 – 0 | 0 – 5     | 3 – 1 | 2 – 0 | 0 – 2     | 1 – 4     | 5 – 2              | 2 – 3      | 5 – 0       | 1 – 3 | 2 – 0 | 1 – 1 | 3 – 2 | 4 – 1 | 4 – 3  | 2 – 1 | 1 – 2     |

### KNVB beker
| 1e ronde                                                        | Simpelveldse Boys                                                            | 0 – 5 (0 – 1) | Rapid JC                                               |
| 26 augustus 1956 Plaats: Simpelveld Sportpark Simpelveldse Boys |                                                                              |               | 8' (–) Johan Adang 48' (–) Huub Janssen Noud van Melis |
| 2e ronde                                                        | MVV                                                                          | 0 – 2 (0 – 2) | Rapid JC                                               |
| 16 september 1956 Plaats: Maastricht De Boschpoort              |                                                                              |               | 10' Hub Bisschops 17' Noud van Melis                   |
| Tussenronde                                                     | NAC                                                                          | 5 – 1 (3 – 0) | Rapid JC                                               |
| 13 oktober 1956 Plaats: Breda Beatrixstraat                     | Leo Canjels 2', 85' (pen.), 89' Jan van Hoogenhuizen 23' Louis Overbeeke 30' |               | 65' Vaessen                                            |

### Europacup I
| 1e ronde                                     | Rapid JC                                                 | 3 – 4 (1 – 2) | Rode Ster Belgrado                                     |
| 3 november 1956 Plaats: Kerkrade Kaalheide   | Huub Janssen 8' Hub Bisschops 78' Lazar Tasić 81' (e.d.) |               | 4', 75' Bora Kostić 42' Ivan Toplak 82' Anton Rudinski |
| 1e ronde                                     | Rode Ster Belgrado                                       | 2 – 0 (1 – 0) | Rapid JC                                               |
| 8 november 1956 Plaats: Belgrado Stadion JNA | Ivan Toplak 32' Bora Kostić 84'                          |               |                                                        |

## Statistieken Rapid JC 1956/1957

### Eindstand Rapid JC in de Nederlandse Eredivisie 1956 / 1957
| Stand | Gespeeld | Gewonnen | Gelijk | Verloren | Punten | Doelpunten voor | Doelpunten tegen |
| ----- | -------- | -------- | ------ | -------- | ------ | --------------- | ---------------- |
| 11e   | 34       | 13       | 7      | 14       | 33     | 64              | 63               |

### Topscorers
| #                    | Naam            | Goal |
| -------------------- | --------------- | ---- |
| 1.                   | Noud van Melis  | 16   |
| 2.                   | Hub Bisschops   | 12   |
| 3.                   | Johan Adang     | 10   |
| 4.                   | Hubert Hanneman | 9    |
| 5.                   | Huub Janssen    | 7    |
| 6.                   | Hein Strouken   | 3    |
| 7.                   | Hein Schaffrath | 2    |
| 8.                   | Wiel Coerver    | 1    |
| 8.                   | Hub Lenz        | 1    |
| 8.                   | Wiel Smeets     | 1    |
| Onbekende doelpunten |                 |      |
| –                    | Onbekend        | 2    |
| Totaal               | Totaal          | 64   |

| #      | Naam           | Goal |
| ------ | -------------- | ---- |
| 1.     | Johan Adang    | 2    |
| 1.     | Huub Janssen   | 2    |
| 1.     | Noud van Melis | 2    |
| 4.     | Hub Bisschops  | 1    |
| 4.     | Vaessen        | 1    |
| Totaal | Totaal         | 8    |

| #              | Naam                             | Goal |
| -------------- | -------------------------------- | ---- |
| 1.             | Hub Bisschops                    | 1    |
| 1.             | Huub Janssen                     | 1    |
| Eigen doelpunt |                                  |      |
| 1.             | Lazar Tasić (Rode Ster Belgrado) | 1    |
| Totaal         | Totaal                           | 3    |

## Voetnoten
Ajax ·
Amsterdam ·
BVV ·
DOS ·
Eindhoven ·
Elinkwijk ·
Sportclub Enschede ·
Feijenoord ·
Fortuna '54 ·
GVAV ·
MVV ·
NAC ·
NOAD ·
PSV ·
Rapid JC ·
Sparta ·
VVV ·
Willem II